# 塞拉西马柯
塞拉西马柯（希臘語：Θρασύμαχος，又譯特拉需马科，约前459年—約前400年），古希腊智辩家，来自迦克墩，公元427年以前在雅典教授修辞并写作演讲词，因在柏拉图的《理想国》中提出格言“正义就是强者的利益”而知名，其对正义的分析对后世哲学有一定的影响。